# Lauréats français du prix Nobel de littérature

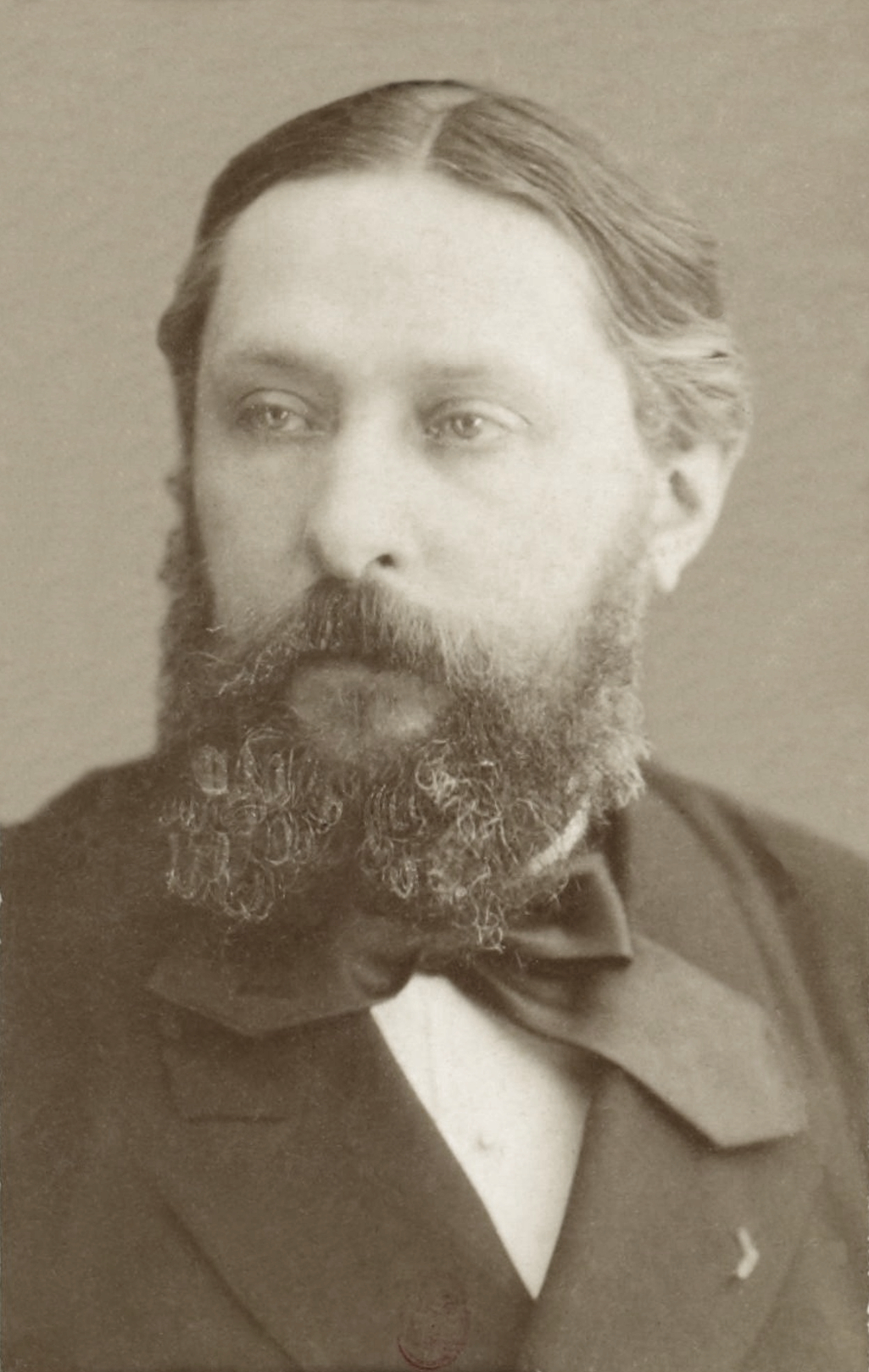
Sully Prudhomme, tout premier lauréat du prix en 1901

Depuis la création du Prix Nobel de littérature en 1901, les auteurs français représentent 13,4 % des lauréats, soit 16 sur 119, et représentent la nationalité la plus primée de l'histoire de ce prix, devant les États-Unis (12 lauréats) et le Royaume-Uni (10 lauréats). Par ailleurs, les lauréats de langue française toutes nationalités confondues (français, suisses, belges, etc.) représentent 16 auteurs primés, soit 13,4 %, l'écrivain Frédéric Mistral écrivant en provençal mais l'écrivain belge de langue française Maurice Maeterlinck ayant obtenu le prix. Le français est donc la deuxième langue du prix, après l'anglais (28 primés) et avant l'allemand (13 primés).

## Les lauréats français
- 1901 : Sully Prudhomme
- 1904 : Frédéric Mistral (en même temps que l'espagnol José de Echegaray)
- 1915 : Romain Rolland
- 1921 : Anatole France
- 1927 : Henri Bergson
- 1937 : Roger Martin du Gard
- 1947 : André Gide
- 1952 : François Mauriac
- 1957 : Albert Camus
- 1960 : Saint-John Perse
- 1964 : Jean-Paul Sartre (refuse le prix)
- 1985 : Claude Simon
- 2000 : Gao Xingjian
- 2008 : J. M. G. Le Clézio
- 2014 : Patrick Modiano
- 2022 : Annie Ernaux

## Liens
- Liste des Français lauréats du prix Nobel, indépendamment de la discipline
- Présentation vidéo des quinze prix Nobel français de Littérature